# محمد إبراهيم (لاعب كرة قدم مصري)
محمد إبراهيم (11 مارس 1985 - ) هو لاعب كرة قدم مصري في مركز الدفاع.

## وصلات خارجية
- محمد إبراهيم (لاعب كرة قدم مصري) على موقع قاعدة بيانات كرة القدم.إي يو (الإنجليزية)
- محمد إبراهيم (لاعب كرة قدم مصري) على موقع Soccerway.com (الإنجليزية)